# Sachnin
Sachnin (Arabisch: سخنين) is een Arabische stad in Noordwest-Israël. Het ligt in Beneden-Galilea, ongeveer 23 kilometer ten oosten van Akko. In september 2003 had de plaats ongeveer 23.000 inwoners.
De plaats bevindt zich op de historische plaats van de joodse stad Sichnin (of Sichni), die een bloei doormaakte tijdens de Romeinse overheersing, in de 2e eeuw v.Chr.
Gedurende de Arabisch-Israëlische oorlog van 1948 gaf Sachnin zich over aan de Israëlische troepen, op 18 juli 1948, tijdens Operatie Dekel, maar het werd kort daarop heroverd door Arabische troepen. Uiteindelijk viel het in oktober 1948 zonder strijd in Israëlische handen.

## Sport
In 2003 werden de voetbalclubs van Sachnin, Hapoel Bnei Sachnin, en Nazareth de tweede en derde Arabische clubs die in de hoogste Israëlische voetbaldivisie spelen (Hapoël Taibe was de eerste, maar degradeerde binnen een jaar). In 2004 werd Bne Sachnin nationaal bekerkampioen, waardoor het Israël vertegenwoordigde bij de UEFA Cup.